# Elizabeth Adler
Elizabeth Adler (nascida em 1950) é uma autora britânica que escreveu mais de 20 romances. Ela escreve romances, suspense e ficção histórica. Ela também publicou trabalhos sob o nome de Ariana Scott .   As suas obras foram traduzidas para 22 idiomas. 

## Vida pessoal
Adler nasceu em Yorkshire, no norte da Inglaterra em 1950.  Ela morou na Inglaterra, Canadá, Irlanda e Espanha. O seu marido, Richard, é americano.  Eles conheceram-se enquanto Adler trabalhava em Londres para uma agência de talentos.   Juntos, eles têm uma filha. 

## Carreira
Private Desires, o primeiro romance de Adler, foi publicado no Reino Unido em 1985.  Também foi publicado nos Estados Unidos na mesma época, com o título Léonie. 
O seu trabalho apareceu em várias edições selecionadas do Reader's Digest: Sooner or Later (Volume 238 - #4 em 1998), Sailing in Capri (Volume 288 - #6 em 2006) e Meet Me in Venice (Volume 295 - #1 em 2008). 